# Morgan Tsvangirai
Morgan Richard Tsvangirai ([cvangiraj], anglickou výslovností [čvangiraj]; 10. března 1952, Gutu, Jižní Rhodesie – 14. února 2018, Johannesburg, Jihoafrická republika) byl zimbabwský politik, prezident politické strany Hnutí pro demokratickou změnu (MDC) a od 11. února 2009 do 11. září 2013 premiér Zimbabwe.

## Politická kariéra
Morgan Tsvangirai byl od roku 1980 dlouholetým aktivním členem Afrického národního svazu a obdivovatelem jeho vůdce Roberta Mugabeho. Ze strany odešel až koncem 80. let 20. století a poté na něj byl třikrát neúspěšně spáchán atentát. V roce 1999 založil Hnutí za demokratickou změnu (MDC) a byl diktátorským režimem Roberta Mugabeho třikrát uvězněn.

## Prezidentské volby 2008
29. března 2008 se konaly prezidentské volby, ve kterých se Tsvangirai postavil proti Mugabemu. Volby byly zfalšovány, ale první kolo pravděpodobně vyhrál Tsvangirai. Před druhým kolem voleb, které proběhlo 27. června 2008 vládní jednotky povraždily desítky stoupenců opozice a kolem sta tisíc lidí vyhnaly z domovů. Tsvangirai proto z voleb odstoupil a vyzval své voliče, aby se jich neúčastnili. Státy Evropské unie i další demokratické země následně výsledek voleb neuznaly.

## Premiérem Zimbabwe
Pod tlakem mezinárodního veřejného mínění byla podepsána 15. září 2008 v Harare dohoda o rozdělení vládní moci, která ukončila dlouhodobou politickou krizi v zemi. Jejím signatáři byli Robert Mugabe, Morgan Tsvangirai a vůdce odštěpenecké skupiny poslanců MDC Arthur Mutambara. 11. února 2009 zaujal Tsvangirai v tzv. Vládě národní jednoty nově vytvořenou funkci premiéra (prime minister) Zimbabwe. Skutečným předsedou vlády však zůstal v souladu s ústavou prezident Robert G. Mugabe; pravomoci premiéra se ukázaly být velmi omezené. Tsvangirai prohlásil, že se chce soustředit na stabilizaci ekonomiky a přilákání zahraničních investic, které by podle něj mělo pomoci vyvést zemi z krize. Zimbabwe v té době vykazovalo obrovskou inflaci, trpělo nedostatkem potravin a epidemií cholery, která si vyžádala přes 3 tisíce obětí, nezaměstnanost přesahovala 90 procent. Po znovuzvolení prezidenta Mugabeho a vydání nové ústavy v roce 2013 byla funkce premiéra Zimbabwe zrušena.